# جيري شيب
جيري شيب (بالإنجليزية: Jerry Shipp)‏ مواليد 27 سبتمبر 1935 في شريفبورت، هو لاعب كرة سلة أمريكي سابق وحمل الرقم 31. بلغ طوله 6 قدم 6 بوصة (2.0 م). مثّل منتخب بلاده. شارك في مسابقة كرة السلة في الألعاب الأولمبية الصيفية.

## الميداليات
| الميدالية | المسابقة                       |
| --------- | ------------------------------ |
| ذهبية     | الألعاب الأولمبية الصيفية 1964 |

## روابط خارجية
- جيري شيب على موقع الاتحاد الدولي لكرة السلة (الإنجليزية)
- جيري شيب على موقع الاتحاد الدولي لكرة السلة (الإنجليزية)
- جيري شيب على موقع سبورتس رفرنس (الإنجليزية)
- جيري شيب على موقع ريلجم (الإنجليزية)
- جيري شيب على موقع سبورتس رفرنس (الإنجليزية)
- جيري شيب على موقع أوليمبيديا (الإنجليزية)